# Він навчився літати
«Він навчився літати» — радянський телефільм 1991 року, знятий режисерами Андрісом Лієпою і Наталією Вороновою на студії «Лентелефільм».

## Сюжет
Фільм розповідає про видатного соліст балету Андріса Лієпу. У ньому Ви побачите уривки зі вистав «Баядерка», «Весна священна», «Лебедине озеро», поставлені на сцені Маріїнського театру Санкт-Петербурга. Ви побачите унікальні кадри, які зняли складний шлях артиста: вистави, репетиції, спогади, мрії.

## У ролях
- Андріс Лієпа — головна роль

## Знімальна група
- Режисери — Андріс Лієпа, Наталія Воронова
- Оператор — Ігор Кожевников